# Liste der Monuments historiques in Chavençon
Die Liste der Monuments historiques in Chavençon führt die Monuments historiques in der französischen Gemeinde Chavençon auf.

## Liste der Bauwerke
| Bezeichnung | Beschreibung | Standort                | Kennzeichnung | Schutzstatus | Datum | Bild           |
| ----------- | ------------ | ----------------------- | ------------- | ------------ | ----- | -------------- |
| Kreuz       | Stein        | auf dem Friedhof (Lage) | PA00114587    | Inscrit      | 1937  | weitere Bilder |

## Liste der Objekte
| Bezeichnung                | Beschreibung                  | Standort                                       | Kennzeichnung | Schutzstatus | Datum | Bild |
| -------------------------- | ----------------------------- | ---------------------------------------------- | ------------- | ------------ | ----- | ---- |
| Skulptur Christus am Kreuz | Holz, bemalt, 16. Jahrhundert | in der Kirche Notre-Dame de la Nativité (Lage) | PM60003983    | Inscrit      | 1989  |      |
| Zwei Chorstühle            | Holz, 18. Jahrhundert         | in der Kirche Notre-Dame de la Nativité (Lage) | PM60003984    | Inscrit      | 1989  |      |